# Rotslandschap met waterval in Noorwegen
Rotslandschap met waterval in Noorwegen is een schilderij door de Duitse schilder Andreas Achenbach in het Centraal Museum in Utrecht.

## Voorstelling
Het stelt een bergachtig landschap voor in Scandinavië. Op de voorgrond zijn grote rotsformaties te zien waartussen een waterval met groot geweld naar beneden stroomt. Bovenaan de waterval bevinden zich enkele gebouwen in blokhutstijl. Op de voorgrond bevindt zich rechts een constructie die doet denken aan de toevoergoot van een watermolen. De watermolen zelf lijkt echter te zijn verdwenen. Op een van de rotsformaties links bevinden zich enkele staande en zittende figuren die vrij nietig afsteken in het weidse landschap. De schilder maakt het landschap nog extra dramatisch door in de lucht zware, donkere wolken af te beelden.

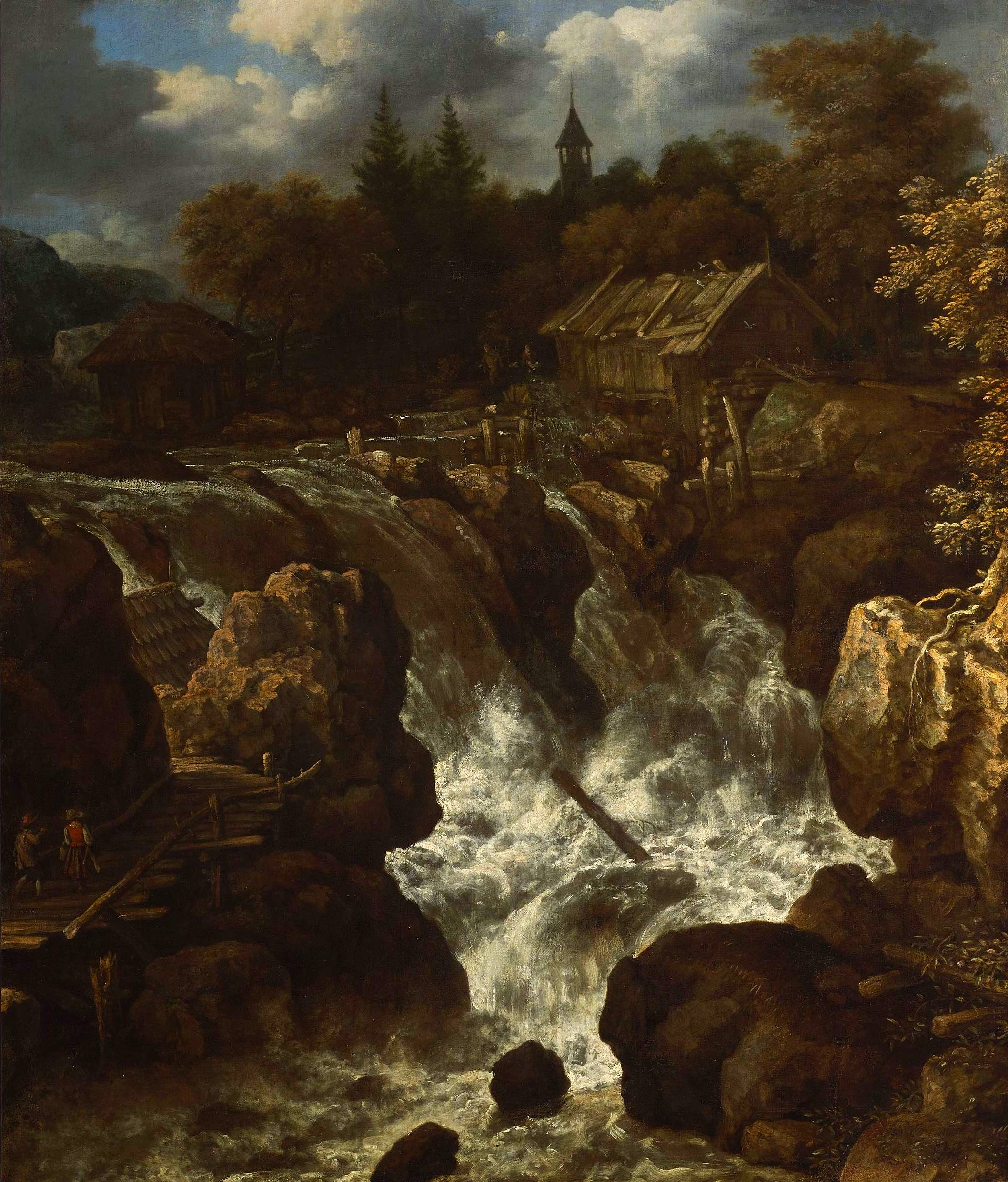
Allaert van Everdingen. Landschap met waterval. 1671-1675. Warschau, Muzeum Narodowe w Warszawie.

Het schilderij is waarschijnlijk ontstaan naar aanleiding van een reis door Noorwegen die de schilder maakte in 1839. De compositie van het werk met hoge horizon en huisjes bovenaan een waterval heeft Achenbach mogelijk afgekeken van Noord-Nederlandse schilders als Jacob van Ruisdael en Allaert van Everdingen. Het gewelddadige van de waterval en de dramatische wolkenlucht sluiten aan bij de toen gangbare Romantische manier van schilderen.

## Toeschrijving en datering
Het schilderij is linksonder gesigneerd en gedateerd ‘A. Achenbach. 1853’.

## Herkomst
Het werk werd in 1899 samen met 20 andere schilderijen per legaat nagelaten aan de gemeente Utrecht door Cornelia Johanna Elisabeth barones van Heeckeren van Brandsenburg (1823-1899). Mogelijk is het identiek aan het schilderij Noorweegsch Landschap van Achenbach dat in 1858 voor 500 gulden werd verkocht aansluitend op de Tentoonstelling van schilder- en andere werken van levende kunstenaars te Amsterdam.